# رومولاند (كاليفورنيا)
رومولاند (بالإنجليزية: Romoland CDP, California)‏ هي منطقة سكنية تقع بولاية كاليفورنيا في الولايات المتحدة. تبلغ مساحتها 6.849 كم2، وترتفع عن سطح البحر 440 م، بلغ عدد سكانها 1,684 نسمة في عام 2010 حسب إحصاء مكتب تعداد الولايات المتحدة وتصل الكثافة السكانية فيها 245.9 نسمة لكل كيلومتر مربع (636.9/ميل2).

## التركيبة السكانية
حدّد مكتب تعداد الولايات المتحدة بيانات التركيبة السكانية لرومولاند في تعداد الولايات المتحدة. في ما يلي، التركيبة السكانية حسب تعدادي 2000 و2010.

### تعداد عام 2000
بلغ عدد سكان رومولاند 2,764 نسمة بحسب تعداد عام 2000، وبلغ عدد الأسر 785 أسرة وعدد العائلات 621 عائلة مقيمة في المنطقة السكنية. في حين سجلت الكثافة السكانية 403.6 نسمة لكل كيلومتر مربع (1,045.3/ميل2). وبلغ عدد الوحدات السكنية 867 وحدة بمتوسط كثافة قدره 126.6 لكل كيلومتر مربع (327.9/ميل2).
وتوزع التركيب العرقي للمنطقة السكنية بنسبة 54.05% من البيض و2.50% من الأمريكيين الأفارقة و1.74% من الأمريكيين الأصليين و0.33% من الأمريكيين ذوي الأصول الآسيوية و0.18% من سكان جزر المحيط الهادئ و36.65% من الأعراق الأخرى و4.56% من عرقين مختلطين أو أكثر و55.35% من الهسبانيون أو اللاتينيون من أي عرق.
بلغ عدد الأسر 785 أسرة كانت نسبة 49.9% منها لديها أطفال تحت سن الثامنة عشر تعيش معهم، وبلغت نسبة الأزواج القاطنين مع بعضهم البعض 59.1% من أصل المجموع الكلي للأسر، ونسبة 12.7% من الأسر كان لديها معيلات من الإناث دون وجود شريك، بينما كانت نسبة 7.3% من الأسر لديها معيلون من الذكور دون وجود شريكة وكانت نسبة 20.9% من غير العائلات. تألفت نسبة 15.9% من أصل جميع الأسر من عدة أفراد يعيشون في نفس المنزل ونسبة 7.3% كانت تتألف من شخص يعيش بمفرده يبلغ من العمر 65 عاماً أو أكثر. وبلغ متوسط حجم الأسرة المعيشية 3.51، أما متوسط حجم العائلات فبلغ 3.87.
بلغ العمر الوسطي للسكان 29.2 عاماً. وكانت نسبة 34.8% من القاطنين تحت سن الثامنة عشر، وكانت نسبة 9.8% بين الثامنة عشر والرابعة والعشرين عاماً، ونسبة 27.7% كانت واقعةً في الفئة العمرية ما بين الخامسة والعشرين والرابعة والأربعين عاماً، ونسبة 18.9% كانت ما بين الخامسة والأربعين والرابعة والستين، ونسبة 8.5% كانت ضمن فئة الخامسة والستين عاماً فما فوق. يوجد لكل 100 أنثى 103.3 ذكر، ويوجد لكل 100 أنثى في الثامنة عشر من عمرها فما فوق 101.8 ذكر.
بلغ متوسط دخل الأسرة في المنطقة السكنية 33,523 دولارًا، أما متوسط دخل العائلة فبلغ 37,574 دولارًا. وكان متوسط دخل الذكور 23,850 دولارًا مقابل 18,971 دولارًا للإناث. وسجل دخل الفرد الخاص بالمنطقة السكنية 12,932 دولارًا. وكانت نسبة 20.5% من العائلات ونسبة 25.9% من السكان تحت خط الفقر، وكان من هؤلاء نسبة 30.6% تحت سن الثامنة عشر ونسبة 20.6% في الخامسة والستين من العمر وما فوق.

### تعداد عام 2010
بلغ عدد سكان رومولاند 1,684 نسمة بحسب تعداد عام 2010، وبلغ عدد الأسر 455 أسرة وعدد العائلات 367 عائلة مقيمة في المنطقة السكنية. في حين سجلت الكثافة السكانية 245.9 نسمة لكل كيلومتر مربع (636.9/ميل2). وبلغ عدد الوحدات السكنية 512 وحدة بمتوسط كثافة قدره 74.8 لكل كيلومتر مربع (193.7/ميل2).
وتوزع التركيب العرقي للمنطقة السكنية بنسبة 56.89% من البيض و3.86% من الأمريكيين الأفارقة و0.48% من الأمريكيين الأصليين و2.08% من الأمريكيين ذوي الأصول الآسيوية و0.71% من سكان جزر المحيط الهادئ و30.52% من الأعراق الأخرى و5.46% من عرقين مختلطين أو أكثر و51.37% من الهسبانيون أو اللاتينيون من أي عرق.
بلغ عدد الأسر 455 أسرة كانت نسبة 51% منها لديها أطفال تحت سن الثامنة عشر تعيش معهم، وبلغت نسبة الأزواج القاطنين مع بعضهم البعض 63.1% من أصل المجموع الكلي للأسر، ونسبة 10.1% من الأسر كان لديها معيلات من الإناث دون وجود شريك، بينما كانت نسبة 7.5% من الأسر لديها معيلون من الذكور دون وجود شريكة وكانت نسبة 19.3% من غير العائلات. تألفت نسبة 13.4% من أصل جميع الأسر من عدة أفراد يعيشون في نفس المنزل ونسبة 3.1% كانت تتألف من شخص يعيش بمفرده يبلغ من العمر 65 عاماً أو أكثر. وبلغ متوسط حجم الأسرة المعيشية 3.70، أما متوسط حجم العائلات فبلغ 4.07.
بلغ العمر الوسطي للسكان 32.0 عاماً. وكانت نسبة 29.8% من القاطنين تحت سن الثامنة عشر، وكانت نسبة 13.1% بين الثامنة عشر والرابعة والعشرين عاماً، ونسبة 23.5% كانت واقعةً في الفئة العمرية ما بين الخامسة والعشرين والرابعة والأربعين عاماً، ونسبة 25.8% كانت ما بين الخامسة والأربعين والرابعة والستين، ونسبة 7.8% كانت ضمن فئة الخامسة والستين عاماً فما فوق. وتوزع التركيب الجنسي للسكان بنسبة 50% ذكور و50% إناث.